# Arctonula kunashiri
Arctonula kunashiri is een mosdiertjessoort uit de familie van de Romancheinidae. De wetenschappelijke naam van de soort is voor het eerst geldig gepubliceerd in 1982 door Gontar.